# 페르난도 테제로

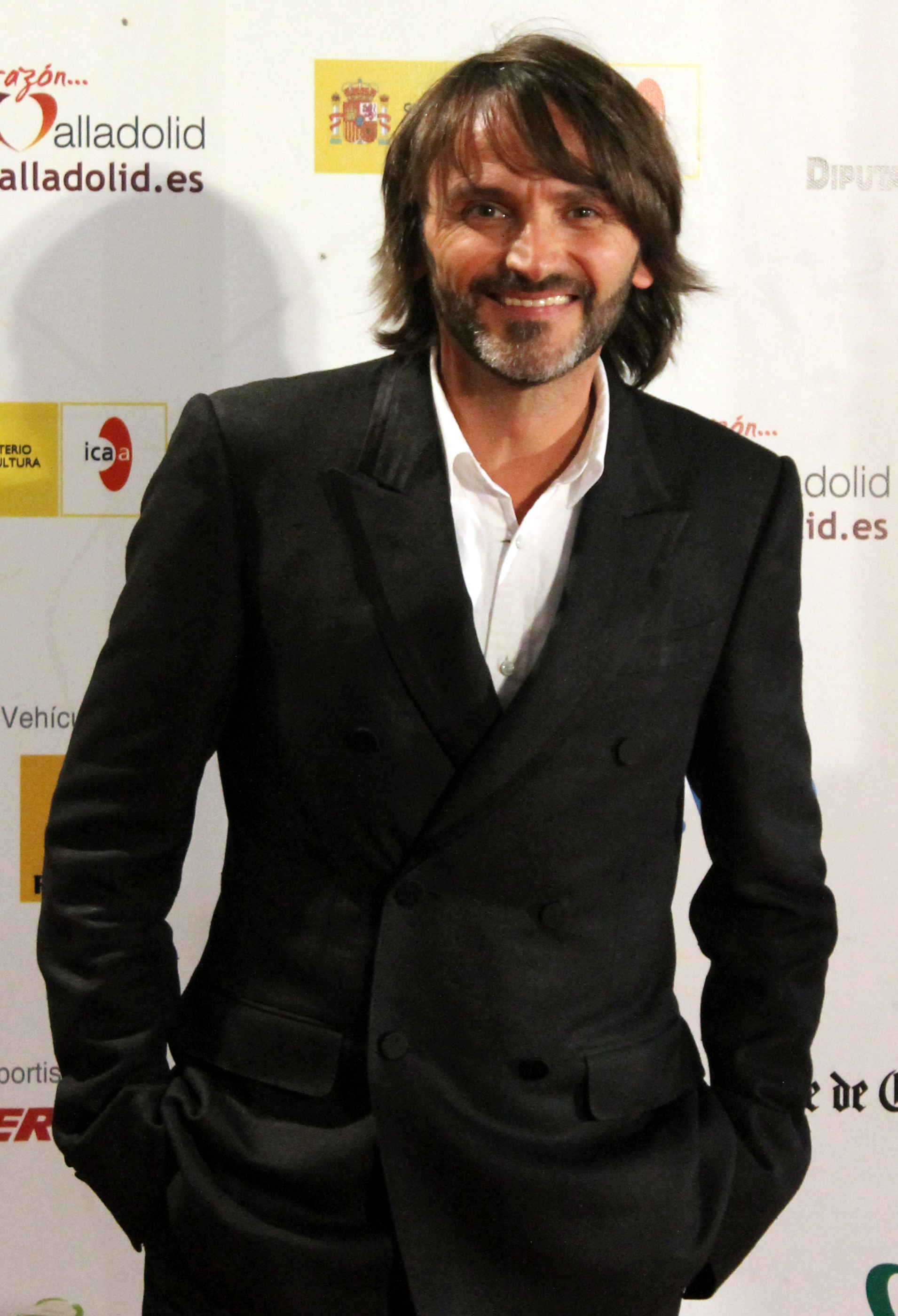

페르난도 테제로(Fernando Tejero, 1967년 2월 25일~)는 스페인의 배우, 텔레비전 배우이다.
코르도바에서 태어났다.

## 영화
- 마이펫 오지(2016년) - 레이더 목소리 역
- 이반스 드림(2011년)
- 우연히도 행운이(2011년) - 조니 역
- 5 제곱미터(2011년)
- 로드 투 산티아고(2009년)
- 산타렐라 패밀리(2008년) - 라미로 역
- 자살자 클럽(2007년)
- 누구도 완전하지 않다(2006년)
- 퍼펙트 크라임(2004년) - 알론소 역
- 풋볼 데이(2003년) - 세라핀 역
- 토레몰리노스 73(2003년)